# Adolf Lieben
Adolf Lieben (Viena, 3 de dezembro de 1836 — 6 de junho de 1914) foi um químico austríaco.

## Publicações
Lieben publicou diversos artigos no "Liebigs Annalen" ("Ueber die Einwirkung schwacher Affinitäten auf Aldehyde," 1861;
- "Ueber das Iodbenzol," 1869;
- "Ueber festes Benzoylchlorid," 1875; etc.,
- "Sitzungsberichte den Kaiserlichen Akademie der Wissenschaften in Wien" ("Untersuchungen über Milchzucker," "Einwirkung von Cyangas auf Aldehyde," "Ueber den Formaldehyd und dessen Umwandlung in Methylalkohl," "Reduction des Exotonchlorals," etc.),
- "Monatshefte für Chemie,"
- "Comptes-Rendus de l'Académie de Paris,"
- "Berichte der Deutschen Chemischen Gesellschaft, Berlin,"
- "Gazzetta Chimica Italiana, Palermo," etc.

## References
- Este artigo incorpora texto da Enciclopédia Judaica (Jewish Encyclopedia) (em inglês) de 1901–1906, uma publicação agora em domínio público.
- «Obituary Adolf Lieben». Berichte der deutschen chemischen Gesellschaft. 49 (1): 835–892. 1916. doi:10.1002/cber.19160490192
- «Liebenpreis» (PDF). Consultado em 31 de março de 2012. Arquivado do original (PDF) em 2 de setembro de 2005